# Myodocarpus pinnatus
Myodocarpus pinnatus är en araliaväxtart som beskrevs av Adolphe Brongniart och Jean Antoine Arthur Gris. Myodocarpus pinnatus ingår i släktet Myodocarpus och familjen Araliaceae. Inga underarter finns listade.

## Bildgalleri

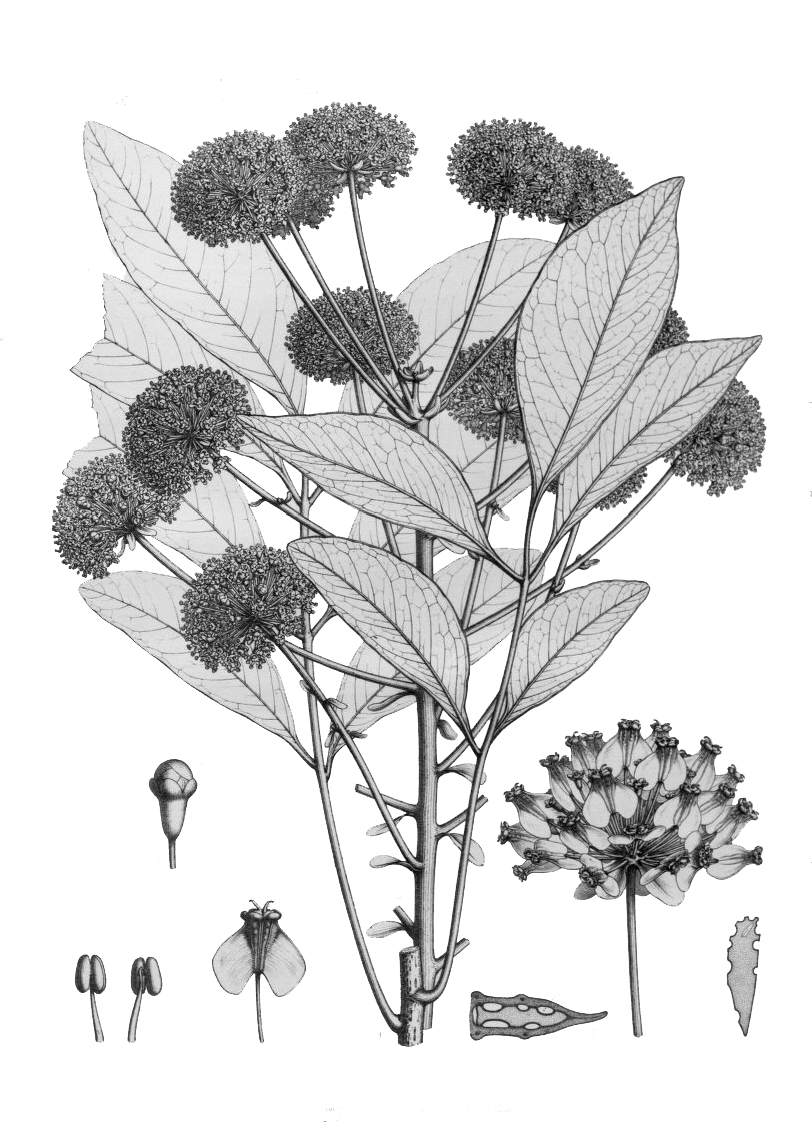